# علم الأحياء الغشائي
علم الأحياء الغشائي هو دراسة الخصائص البيولوجية والفيزيوكيميائية للأغشية، مع تطبيقات في دراسة علم وظائف الأعضاء الخلوية.
تم وصف نبضات الغشاء الكهربائية الحيوية بواسطة دورة هودجكين.

## الفيزياء الحيوية
الفيزياء الحيوية للأغشية هي دراسة بنية ووظيفة الغشاء البيولوجي باستخدام الطرق الفيزيائية والحسابية والرياضية والفيزيائية الحيوية. يمكن استخدام مزيج من هذه الطرق لإنشاء مخططات طور لأنواع مختلفة من الأغشية، والتي تنتج معلومات عن السلوك الديناميكي الحراري للغشاء ومكوناته.  على عكس بيولوجيا الأغشية، تركز الفيزياء الحيوية للأغشية على المعلومات الكمية ونمذجة ظواهر الأغشية المختلفة، مثل تكوين طوافة الدهون، ومعدلات تقليب الدهون والكوليسترول، وتقارن البروتين والدهون، وتأثير الانحناء ومرونة وظائف الأغشية على  اتصالات بين الخلايا.